# Futbol'nyj Klub Olimpik Donec'k
L'Olimpik Donec'k (in ucraino Олімпік Донецьк?) è una società di calcio di Donec'k, in Ucraina.

## Storia
Il club è stato fondato nel 2001 per incrementare la cultura calcistica nella regione. Il club ha anche un vasto settore giovanile. La squadra ha iniziato a partecipare ai campionati professionisti nella stagione 2004-2005 in Druha Liha. Nella stagione 2010-2011 la squadra viene promossa in Perša Liha. Tre anni più tardi l'Olimpik Donec'k raggiunge per la prima volta la Prem"jer-liha. Nel luglio 2021 il Tribunale Arbitrale dello Sport ritira la licenza del club, che viene estromesso dalla Prem"jer-liha e relegato in Perša Liha. Dal 2022 sospende le attività a causa dell'invasione russa dell'Ucraina. Il 21 giugno 2023 la federazione ucraina ritira la licenza delle squadre inattive, tra cui l'Olimpik Donec'k, a causa del mancato pagamento delle quote associative.

## Impianti
Lo stadio che ha ospitato gli incontri locali è l'SK Olimpik, costruito nel 2003. In seguito agli scontri avvenuti nel 2014, la squadra ha disputato le proprie gare interne prima allo Stadio Bannikov di Kiev, poi allo Juvilejnyj di Sumy. Dal 2016 al 2021 ha giocato le partite in casa allo stadio Dynamo Lobanovs'kyj di Kiev. Dal 2021 al 2022 gioca le partite casalinghe nello stadio Stadio Yunist e Jurij Gagarin di Černihiv

## Organico

### Rosa 2019-2020
Aggiornata al 21 febbraio 2020.
| N. |                     | Ruolo | Calciatore               |
| -- | ------------------- | ----- | ------------------------ |
| 1  | Ucraina (bandiera)  | P     | Volodymyr Kryns'kyj      |
| 3  | Ucraina (bandiera)  | D     | Dmytro Lytvyn            |
| 4  | Ucraina (bandiera)  | D     | Dmytro Hryško (capitano) |
| 7  | Ucraina (bandiera)  | C     | Vitalij Balašov          |
| 8  | Iran (bandiera)     | A     | Shahab Zahedi            |
| 9  | Ucraina (bandiera)  | A     | Taras Zaviyskyi          |
| 11 | Ucraina (bandiera)  | C     | Pavlo Ks'onz             |
| 12 | Kosovo (bandiera)   | P     | Betim Halimi             |
| 13 | Ucraina (bandiera)  | D     | Ivan Zot'ko              |
| 14 | Lituania (bandiera) | C     | Daniel Romanovskij       |
| 16 | Ucraina (bandiera)  | D     | Pavlo Luk"jančuk         |
| 17 | Ucraina (bandiera)  | A     | Denys Balanjuk           |
| 19 | Francia (bandiera)  | C     | Maxime Do Couto          |
| 20 | Georgia (bandiera)  | C     | Temur Chogadze           |

| N. |                               | Ruolo | Calciatore        |
| -- | ----------------------------- | ----- | ----------------- |
| 21 | Ucraina (bandiera)            | C     | Andriy Kravchuk   |
| 29 | Ucraina (bandiera)            | C     | Mykyta Kravchenko |
| 30 | Ucraina (bandiera)            | P     | Artem Kyčak       |
| 31 | Macedonia del Nord (bandiera) | C     | Demir Imeri       |
| 35 | Ucraina (bandiera)            | P     | Andriy Chekotun   |
| 42 | Ucraina (bandiera)            | C     | Jevhenij Pasič    |
| 44 | Ucraina (bandiera)            | C     | Jevhen Cymbaljuk  |
| 54 | Ucraina (bandiera)            | D     | Orest Lebedenko   |
| 74 | Ucraina (bandiera)            | D     | Ihor Snurnicyn    |
| 77 | Ucraina (bandiera)            | A     | Maksym Dehtjar'ov |
| 88 | Ucraina (bandiera)            | C     | Nazar Verbnyj     |
| 89 | Ucraina (bandiera)            | C     | Serhij Politylo   |
| 99 | Nigeria (bandiera)            | A     | Geoffrey Chinedu  |

### Rosa 2015-2016
| N. |                    | Ruolo | Calciatore           |
| -- | ------------------ | ----- | -------------------- |
| 1  | Ucraina (bandiera) | P     | Zauri Makharadze     |
| 4  | Ucraina (bandiera) | D     | Dmytro Hryshko       |
| 5  | Ucraina (bandiera) | C     | Vladyslav Ohirja     |
| 7  | Ucraina (bandiera) | C     | Maksym Drachenko     |
| 8  | Ucraina (bandiera) | C     | Volodymyr Doronin    |
| 9  | Ucraina (bandiera) | D     | Vitaliy Hoshkoderya  |
| 10 | Ucraina (bandiera) | A     | Vladyslav Helzin     |
| 11 | Spagna (bandiera)  | C     | Moha                 |
| 13 | Nigeria (bandiera) | A     | Kelvin Ebuka Nwamora |
| 15 | Ucraina (bandiera) | C     | Valeriy Lebed        |
| 16 | Ucraina (bandiera) | P     | Serhiy Litovchenko   |
| 17 | Ucraina (bandiera) | C     | Serhiy Shestakov     |
| 18 | Ucraina (bandiera) | C     | Ihor Semenyna        |
| 19 | Ucraina (bandiera) | A     | Ihor Tyschenko       |

| N. |                    | Ruolo | Calciatore                  |
| -- | ------------------ | ----- | --------------------------- |
| 20 | Ucraina (bandiera) | A     | Ivan Matyazh                |
| 21 | Ucraina (bandiera) | A     | Volodymyr Lysenko           |
| 22 | Ucraina (bandiera) | D     | Andriy Mischenko            |
| 23 | Nigeria (bandiera) | C     | Sheriff Isa                 |
| 24 | Ucraina (bandiera) | D     | Vitaliy Fedoriv             |
| 27 | Ucraina (bandiera) | A     | Denys Halenkov              |
| 31 | Ucraina (bandiera) | P     | Yaroslav Kotlyarov          |
| 32 | Ucraina (bandiera) | D     | Vladis-Emmerson Illoy-Ayyet |
| 33 | Ucraina (bandiera) | D     | Serhiy Borzenko             |
| 34 | Ucraina (bandiera) | C     | Volodymyr Tanchyk           |
| 44 | Ucraina (bandiera) | D     | Jevhen Cymbaljuk            |
| 50 | Guinea (bandiera)  | D     | Sekou Konde                 |
| 77 | Ucraina (bandiera) | A     | Heham Kadymyan              |

### Rosa 2014-2015
| N. |                    | Ruolo | Calciatore         |
| -- | ------------------ | ----- | ------------------ |
| 1  | Ucraina (bandiera) | P     | Zauri Makharadze   |
| 3  | Ucraina (bandiera) | D     | Pavlo Ivanov       |
| 4  | Ucraina (bandiera) | D     | Dmytro Hryshko     |
| 5  | Ucraina (bandiera) | C     | Kyrylo Doroshenko  |
| 7  | Ucraina (bandiera) | C     | Maksym Drachenko   |
| 8  | Ucraina (bandiera) | C     | Volodymyr Doronin  |
| 9  | Ucraina (bandiera) | A     | Oleksandr Sytnik   |
| 10 | Ucraina (bandiera) | A     | Vladyslav Helzin   |
| 11 | Spagna (bandiera)  | C     | Moha               |
| 12 | Ucraina (bandiera) | P     | Yaroslav Kotlyarov |
| 13 | Ucraina (bandiera) | C     | Vladyslav Ohirja   |

| N. |                    | Ruolo | Calciatore          |
| -- | ------------------ | ----- | ------------------- |
| 15 | Ucraina (bandiera) | C     | Valeriy Lebed       |
| 18 | Ucraina (bandiera) | C     | Ihor Semenyna       |
| 19 | Ucraina (bandiera) | A     | Ihor Tyschenko      |
| 21 | Ucraina (bandiera) | A     | Volodymyr Lysenko   |
| 22 | Ucraina (bandiera) | D     | Andriy Mischenko    |
| 23 | Nigeria (bandiera) | C     | Sheriff Isa         |
| 33 | Ucraina (bandiera) | C     | Yuriy Brovchenko    |
| 34 | Ucraina (bandiera) | D     | Oleksiy Dytyatev    |
| 72 | Ucraina (bandiera) | P     | Ihor Lytovka        |
| 77 | Ucraina (bandiera) | A     | Heham Kadymyan      |
| 99 | Ucraina (bandiera) | D     | Vitaliy Hoshkoderya |

## Palmarès

### Competizioni nazionali
- Druha Liha: 1

2010-2011
- Perša Liha: 1

2013-2014

### Altri piazzamenti
- Coppa d'Ucraina:

Semifinalista: 2014-2015

## Statistiche

### Statistiche nelle competizioni UEFA
Tabella aggiornata alla fine della stagione 2018-2019.
| Competizione                  | Partecipazioni | G | V | N | P | RF | RS |
| ----------------------------- | -------------- | - | - | - | - | -- | -- |
| Coppa UEFA/UEFA Europa League | 1              | 2 | 0 | 1 | 1 | 1  | 3  |